# سورن استپانیان (مجسمه‌ساز)
سورن لوونی استپانیان (ارمنی: Սուրեն Լևոնի Ստեփանյան؛ زاده ۱۰ ژوئن ۱۸۹۵ - درگذشته ۲۹ دسامبر ۱۹۷۱) مجسمه‌ساز اهل ارمنستان بود.

## زندگی‌نامه
وی در ۲۲ ژوئن [سبک قدیمی: ۱۰ ژوئن] ۱۸۹۵ در گاندزاک در به دنیا آمد و از دانشگاه دولتی سنت پترزبورگ و وتماس (۱۹۲۵) فارغ‌التحصیل گشت. لئونید شروغ استاد وی بود. وی در انستیتو دولتی هنری و نمایشی ایروان فعالیت کرده است.  وی همچنین برنده جوایزی همچون نقاش مردمی ارمنستان شوروی (۱۹۵۰) شد. وی در ۲۹ دسامبر ۱۹۷۱ در سن ۷۶ سالگی در ایروان درگذشت.

## آثار
- تالار آکادمی ملی اپرا و باله آلکساندر اسپنداریان
- hy:Պերճ Պռոշյանի կիսանդրի
- hy:Խաչատուր Աբովյանի հուշարձան
- hy:Հուշարձան Աղասի Խանջյանի

## یادداشت
1. ↑  Գանձակ

## نگارخانه

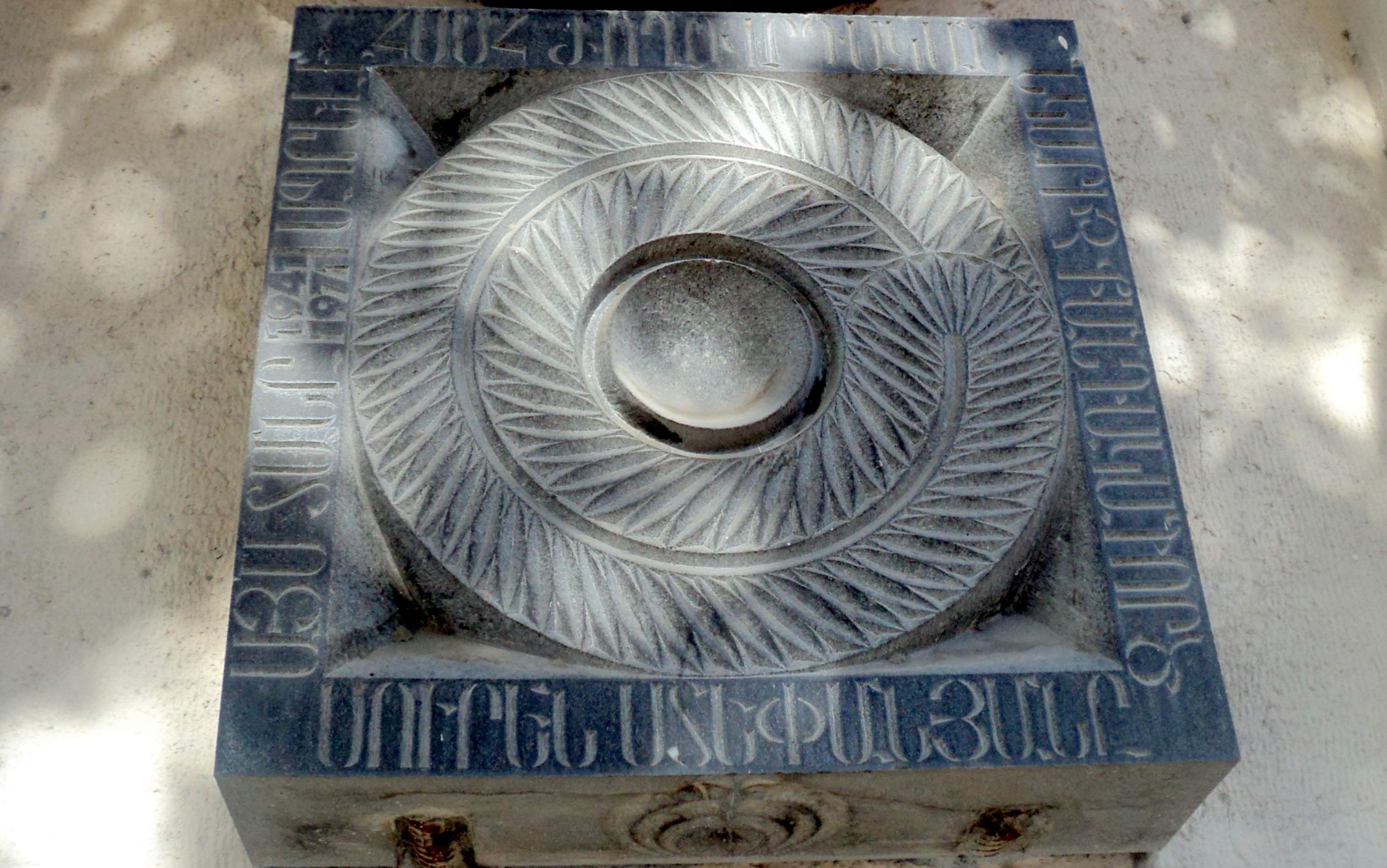
پلاک یادبود
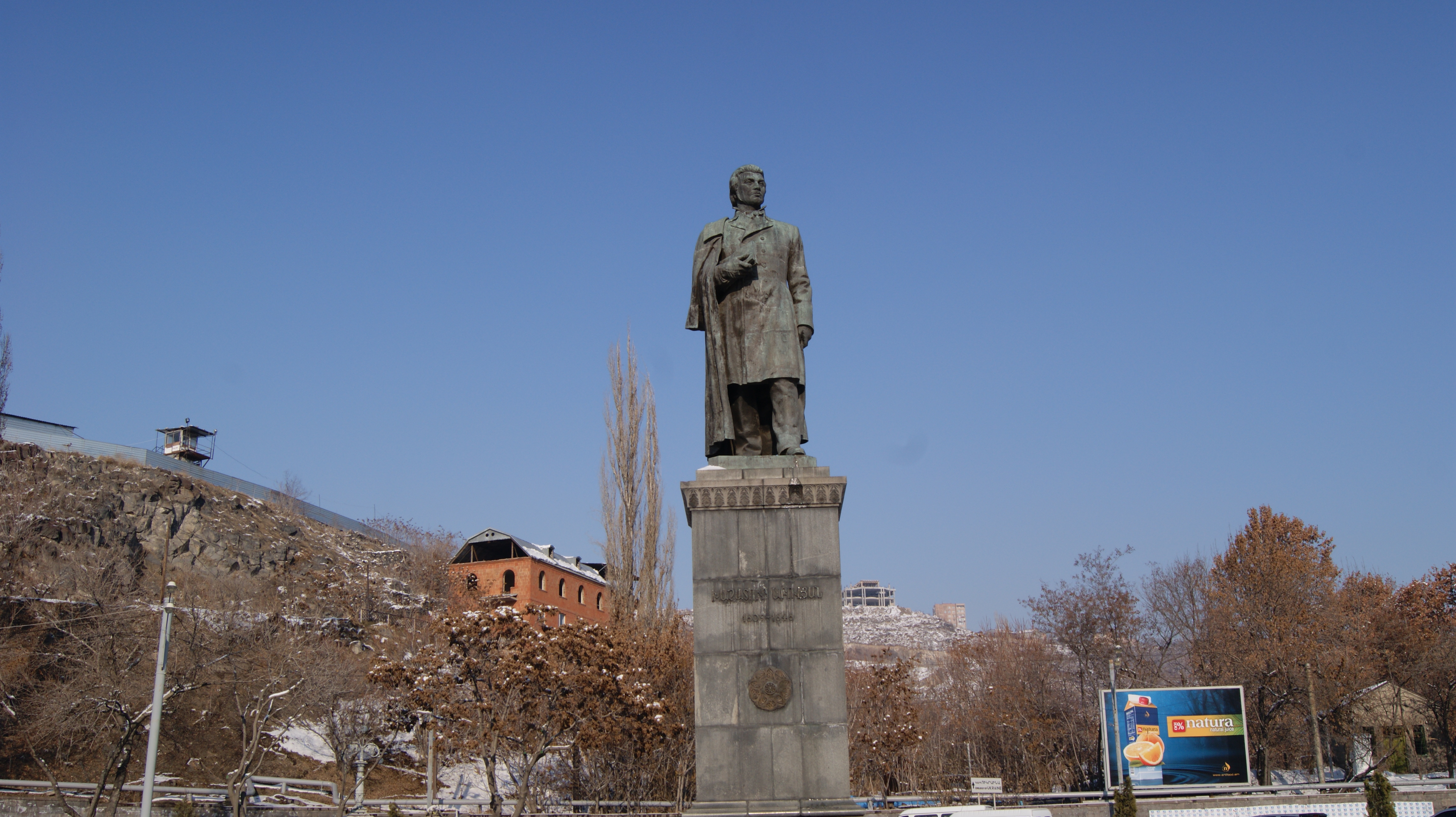
Խաչատուր Աբովյանի հուշարձանը Երևանի Աբովյան պուրակում
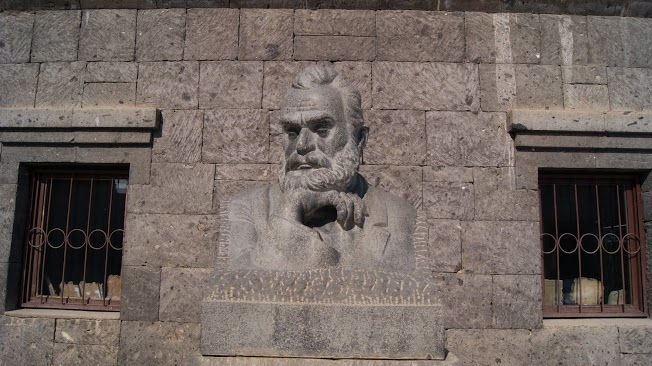
Պերճ Պռոշյանի հուշարձանը թանգարանի բակում,